# Lunarca
Lunarca is een geslacht van tweekleppigen uit de  familie van de Arcidae (arkschelpen).

## Soorten
- Lunarca brevifrons (G. B. Sowerby I, 1833)
- Lunarca ovalis (Bruguière, 1789)